# Дрого (граф Апулии)
Дрого (фр. Drogon de Hauteville, итал. Drogone d’Altavilla; ок. 1010, Котантен, Манш, Нижняя Нормандия — 10 августа 1051, Монте-Иларо) — второй граф Апулии с 1046 года из дома Отвилей. В 1047 году его титул был подтверждён императором Генрихом III.

## Биография

### Первые годы в Италии
Дрого был вторым сыном Танкреда Отвиля и его первой жены Мюриэллы. Дрого вместе со старшим братом Вильгельмом прибыл в Италию около 1035 года. До 1046 года жизнь Дрого была связана с судьбой старшего брата: они вместе участвовали в сицилийской экспедиции Георгия Маниака (1038-1040 годы), затем под руководством Ардуйна переселились в Мельфи, где присоединились к лангобардскому восстанию против Византии.
В сентябре 1042 года на собрании в Мельфи нормандцы избрали Вильгельма своим предводителем и провозгласили графом. В 1043 году Гвемар IV Салернский по предложению нормандцев принял титул герцога Апулии и Калабрии, подтвердил графское достоинство Вильгельма и создал двенадцать баронств для других нормандских вождей. В числе двенадцати был Дрого, получивший в качестве феода Венозу. В 1044-1045 годах Дрого воевал против византийцев в Апулии.

### Получение и подтверждение графского титула
После смерти Вильгельма Железной Руки в начале 1046 года нормандцы должны были избрать нового предводителя, так как графское достоинство не было наследственным. Дрого был лишь одним из возможных кандидатов, но при поддержке со стороны Гвемара IV Салернского именно он был избран следующим графом. Тем самым, была заложена негласная традиция передачи титула графа Апулии исключительно в рамках семьи Отвилей.
В феврале 1047 года в Рим прибыл император Генрих III. В результате его личной встречи с Дрого, графом Аверсы Райнульфом II, Гвемаром IV и противником последнего Пандульфом Капуанским упомянутые правители принесли императору вассальную присягу. Тем самым, Генрих III узаконил присвоенный Дрого графский титул и признал его своим непосредственным вассалом, выведя его из-под сюзеренитета Салерно. Аналогичным образом прямыми вассалами империи стали граф Аверсы, а также Пандульф IV, в третий раз взошедший на престол Капуи.
Выведя Апулию, Аверсу и Капую из-под власти Гвемара IV и запретив последнему титуловаться герцогом Апулии и Калабрии, Генрих III предполагал лишь ослабить Салерно, но присяга 1047 года имела гораздо больше значение. Дрого, до этого бывший лишь самозванным графом, признанным только другим, таким же самозванным герцогом, стал в 1047 году независимым от соседей правителем, законным вассалом императора. С 1047 года титул Дрого официально звучал как «герцог и магистр Италии, граф всех нормандцев Апулии и Калабрии» («лат. Dux et magister Italiae comesque Normannorum totius Apuliae et Calabriae»). Выполняя волю своего нового суверена, Дрого занял в 1047 году Беневенто, жители которого дерзнули до этого закрыть городские ворота перед императором.

### Правление в Апулии
После 1047 года Дрого уже не был вассалом Гвемара IV, но продолжал поддерживать с ним дружеские отношения, скреплённые браком Дрого с одной из дочерей Гвемара. В союзе с Салерно оба правителя продолжали войну с Византией, в результате Дрого удалось занять обширные территории в Калабрии. Поход в Калабрию стал первой кампанией для одного из младших Отвилей — Роберта Гвискара, которому в лен была отдана крепость Скрибла. Дрого также поддерживал Гвемара в конфликте с капуанским князем Пандульфом IV.
Дрого поддерживал дружеские отношения с другим нормандским государством — Аверсой. В 1047 году он был посредником при примирении Райнульфа II, ставшего графом Аверсы без согласия Салерно, с Гвемаром IV. После смерти Райнульфа II Дрого по просьбе Гвемара освободил арестованного Ричарда Дренго, который после освобождения стал сначала опекуном юного графа Аверсы Германа, а затем занял место последнего.

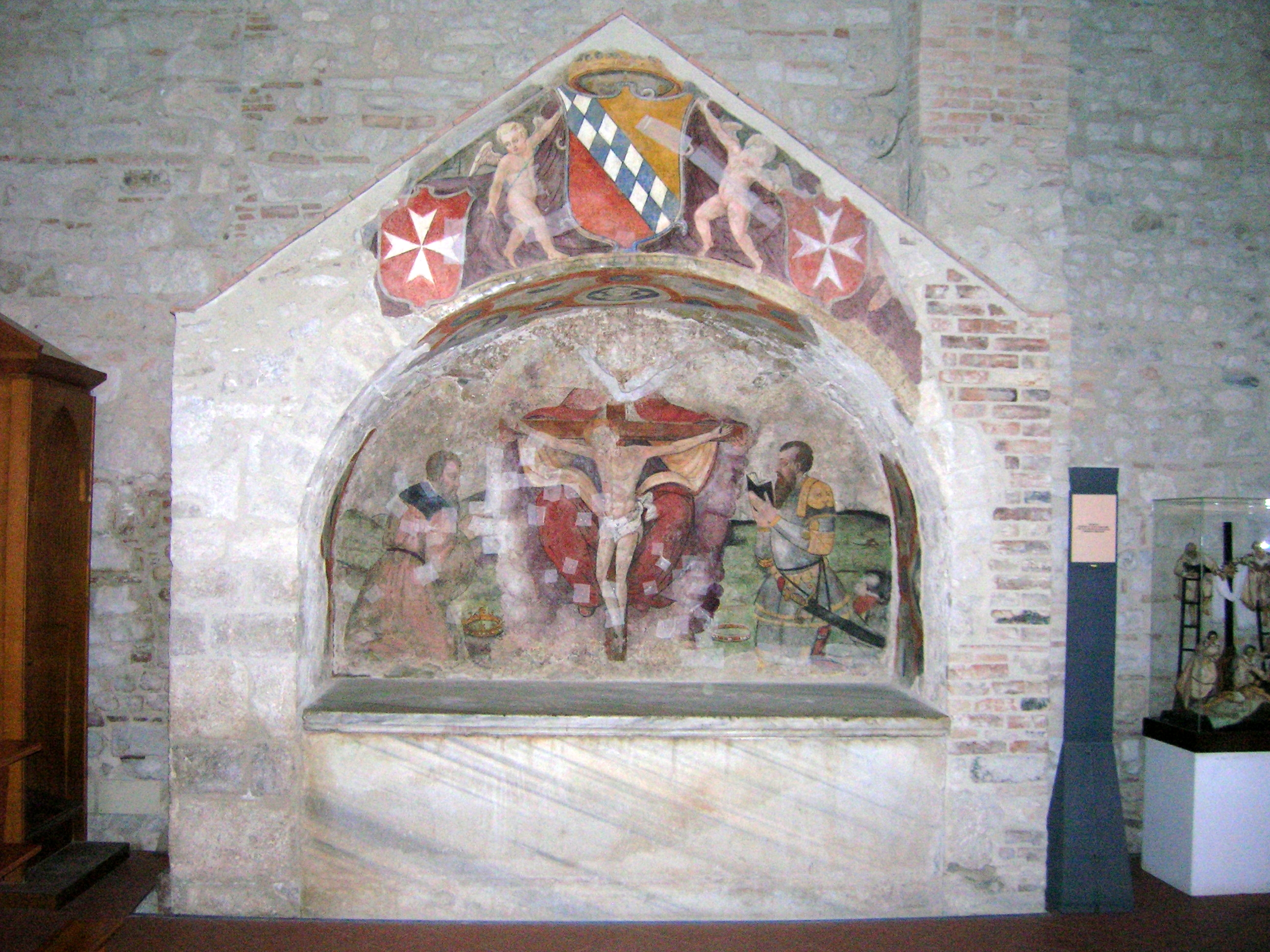
Гробница Отвилей в церкви монастыря Святой Троицы в Венозе

Дрого был благочестивым и суровым правителем, но в условиях постоянных конфликтов с соседями он не мог удержать своих баронов от грабежей мирного населения и монастырей. В 1051 году папа Лев IX обратился к Гвемару IV и Дрого с требованием прекратить грабежи и насилия, чинимые нормандцами. Оба правителя обещали это сделать, но не могли справиться с анархией.
10 августа 1051 года Дрого был убит в часовне замка Монте-Иларо неким Рисусом. Подробности покушения неизвестны, но, судя по тому, что вместе с Дрого погибли его соратники, убийца действовал не в одиночку. Современники предполагали, что нити заговора вели в Византию, тем более, что через год погиб от рук убийц и Гвемар IV.  Дрого был похоронен в церкви Святой Троицы в Венозе.

### Брак и дети
В 1047 году Дрого женился на дочери Гвемара IV Салернского, называемой в одних источниках Гаительгримой, в других — Альтрудой. Известен их сын Ричард (умер после 1108 года), сеньор Венозы, граф Мельфи и Апулии.